# 24 Hours of Daytona 1970
24 Hours of Daytona 1970 – 24-godzinny wyścig samochodowy na torze Daytona International Speedway w miejscowości Daytona Beach na Florydzie. Zawody odbyły się w dniach 31 stycznia–1 lutego 1970.
W wyścigu, podobnie, jak we wszystkich innych wyścigach tej serii, brały udział samochody w różnych kategoriach - S, P, T, GT 2.0 i GT +2.0. Pierwsze miejsce zajęła drużyna pod nazwą John Wyer Automotive Engineering. Kierowcami zwycięskiej drużyny byli Meksykanin Pedro Rodríguez, Fin Leo Kinnunen i Brytyjczyk Brian Redman. Jechali oni samochodem Porsche 917 typ 912 z silnikiem F12 2v DOHC.

## Wyniki wyścigu
Zwycięzcy w poszczególnych klasach - pogrubioną czcionką.
| Poz. | Klasa   | Nr | Drużyna                           | Kierowcy                                        | Okrążenia |
| ---- | ------- | -- | --------------------------------- | ----------------------------------------------- | --------- |
| 1    | S 5.0   | 2  | John Wyer Automotive Engineering  | Pedro Rodríguez Leo Kinnunen Brian Redman       | 724       |
| 2    | S 5.0   | 1  | John Wyer Automotive Engineering  | Jo Siffert Brian Redman                         | 679       |
| 3    | S 5.0   | 28 | SpA Ferrari SEFAC                 | Mario Andretti Arturo Merzario Jacky Ickx       | 676       |
| 4    | P 3.0   | 24 | North American Racing Team (NART) | Sam Posey Mike Parkes                           | 647       |
| 5    | P 3.0   | 23 | North American Racing Team (NART) | Tony Adamowicz David Piper                      | 632       |
| 6    | GT +2.0 | 7  | Owens-Corning Fibreglass          | Jerry Thompson John Mahler                      | 608       |
| 7    | S 5.0   | 21 | North American Racing Team (NART) | Gregg Young Luigi Chinetti, Jr.                 | 603       |
| 8    | S 5.0   | 18 | William Wonder                    | William Wonder Ray Cuomo                        | 579       |
| 9    | P 3.0   | 40 | Gregg Loomis                      | Gregg Loomis Bert Everett                       | 573       |
| 10   | P 3.0   | 33 | Equipe Matra-Simca                | François Cevert Jack Brabham                    | 565       |
| 11   | GT +2.0 | 89 | Cliff Gottliob                    | Cliff Gottliob Dave Dooley                      | 545       |
| 12   | T +2.0  | 12 | Bob Mitchell                      | Bob Mitchell Charlie Kemp                       | 535       |
| 13   | GT +2.0 | 6  | Owens-Corning Fibreglass          | Tony DeLorenzo Dick Lang                        | 534       |
| 14   | GT 2.0  | 74 | Ralph Meaney                      | Ralph Meaney Gary Wright Bill Bean              | 533       |
| 15   | GT +2.0 | 90 | Or Costanzo                       | Or Costanzo Dave Heinz                          | 521       |
| 16   | GT +2.0 | 14 | Ray Cuomo Racing                  | Ray Cuomo Bernard Gimbel George Lissberg        | 520       |
| 17   | T +2.0  | 95 | Bruce Behrens                     | Mike Brockman John Tremblay                     | 511       |
| 18   | P 3.0   | 34 | Equipe Matra-Simca                | Jean-Pierre Beltoise Henri Pescarolo            | 509       |
| 19   | T +2.0  | 11 | Laurel Racing                     | Larry Brock Larry Dent                          | 507       |
| 20   | GT 2.0  | 78 | Waldron Motors                    | John Belpreche Tony Lilly Don Pickett           | 504       |
| 21   | GT 2.0  | 77 | Waldron Motors                    | Chris Waldron Lowell Lanier Bill Barros         | 490       |
| 22   | T 2.0   | 48 | Del Russo Taylor                  | Del Russo Taylor Hank Sheldon Ron Goldleaf      | 478       |
| 23   | T 2.0   | 38 | Simone N. Fleming                 | Paul Fleming Amos Johnson                       | 473       |
| 24   | GT 2.0  | 76 | Scotty Addison                    | Scotty Addison Erhard Dahm                      | 462       |
| 25   | T +2.0  | 98 | Norberto Mastandrea               | Norberto Mastandrea Smokey Drolet Rajah Rodgers | 409       |
| 26   | T +2.0  | 83 | Collins-Wilson Racing             | Vincent P. Collins Larry Wilson                 | 407       |
| 27   | S 5.0   | 71 | Ray Malle                         | Ray Malle Bob Speakman                          | 364       |